# Earl Gallaher
Wilmer Earl Gallaher (ur. 9 maja 1907 w Wilmington, zm. 4 lutego 1983 w Bethesda) – amerykański oficer, pilot, dowódca eskadry bombowców nurkujących VS-6 lotniskowca USS „Enterprise” (CV-6) w trakcie bitwy pod Midway.
Earl Gallaher ukończył akademię marynarki w Annapolis w 1931 roku. Po wybuchu wojny na Pacyfiku pilotując bombowce Douglas SBD Dauntless uczestniczył w rajdach lotniskowca „Enterprise” pierwszej połowy 1942 roku. Jako dowódca eskadry VS-6, 4 czerwca 1942 roku pod Midway poprowadził swoją jednostkę do ataku na japoński lotniskowiec „Kaga”.
Służąc następnie na pokładzie lotniskowca eskortowego wziął udział w walkach o Filipiny oraz o walkach o Okinawę. Po wojnie pełnił funkcje sztabowe w Naval War College. Podczas wojny koreańskiej pełnił funkcję asystenta szefa sztabu floty na Dalekim Wschodzie.
Za zasługi w bitwie pod Midway otrzymał Navy Cross – najwyższe amerykańskie odznaczenie bojowe po Medalu Honoru, natomiast za udział w wojnie koreańskiej otrzymał Legion of Merit.
W latach 1955 do 1957 dowodził lotniskowcem USS „Princeton” (CV-37), po czym objął funkcję oficera łącznikowego dowódcy floty na Atlantyku. Po przejściu na emeryturę w 1959 roku, został awansowany do stopnia wiceadmirała (Rear Admiral). Zmarł na raka w Bethesda Naval Hospital w Bethesdzie 4 lutego 1983 roku.